# Steavenson River
Der Steavenson River ist ein rund 20 Kilometer langer Fluss in der Mitte des australischen Bundesstaates Victoria. 
Er entspringt an den Nordhängen des Mount Edgar nördlich des mittleren Teils des Yarra-Ranges-Nationalparks und fließt nach Norden. Südlich der Kleinstadt Marysville bildet er die Steavensons Falls, sehenswerte Wasserfälle. Nördlich von Buxton mündet er in den Acheron River.